# Leslie Irvin
Leslie Leroy Irvin, född 10 september 1895, död 9 oktober 1966, var en amerikansk fallskärmskonstruktör.
Leslie Irving utvecklade Irvinfallskärmen som kom att tillverkas i flera länder, bland annat i Sverige. Han grundade även Caterpillarklubben.